# Friedrich Wilhelm Hauffe
Friedrich Wilhelm Hauffe (* 24. April 1845 in Schildau; † 16. April 1915 in Dahlen) war ein deutscher konservativer Politiker (Deutschkonservative Partei).

## Leben und Wirken
Hauffe besuchte das Gymnasium in Torgau und wurde anschließend als praktischer Landwirt ausgebildet. Am 1. Oktober 1865 war er als Soldat in das 72. Infanterieregiment eingetreten und in der Folge an den Feldzügen von 1866 und 1870/71 beteiligt. 1881 zog er nach Sachsen, um das Stadtgut mit 50 Hektar Grundbesitz seines Schwiegervaters in Dahlen zu übernehmen und selbstständig zu bewirtschaften. Er war Vorsitzender einer landwirtschaftlichen Spar- und Darlehenskasse sowie des örtlichen Landwirtschaftlichen Vereins. Hauffe fungierte als Ökonomierat und Landwirtschaftlicher Kommissar bei staatlichen Eisenbahn-Expropriationen.
Von Januar 1889 bis Dezember 1901 war Hauffe Stadtverordneter von Dahlen und Mitglied des Stadtrats. Von Juni 1893 bis Juni 1903 vertrat er den 11. sächsischen Wahlkreis (Oschatz-Grimma) im Reichstag. Weiterhin gehörte er von 1897 bis zu seinem Tod als Vertreter des 20. ländlichen Wahlbezirks der II. Kammer des Sächsischen Landtags an.
Das Stadtgut in Dahlen wurde von seinem Sohn Alfred Hauffe, 1928 bis 1933 Abgeordneter des Sächsischen Landtags, übernommen. Ein weiterer Sohn, Martin Hauffe, war ein sächsischer Hauptmann und Führer des Stahlhelms, Bund der Frontsoldaten in Dresden.